# Jhinjhana
Jhinjhana es un pueblo y nagar Panchayat situado en el distrito de Shamli en el estado de Uttar Pradesh (India). Su población es de 18740 habitantes (2011). 

## Demografía
Según el censo de 2011 la población de Jhinjhana era de 18740 habitantes, de los cuales 9829 eran hombres y 8911 eran mujeres. Jhinjhana tiene una tasa media de alfabetización del 68,23%, inferior a la media estatal del 67,68%: la alfabetización masculina es del 75,38%, y la alfabetización femenina del 60,45%.